# Circonscription de Casablanca-Settat

Carte de la circonscription.

La circonscription de Casablanca-Settat est la circonscription législative marocaine de la région de Casablanca-Settat. Elle est l'une des douze circonscriptions législatives régionales créées après la réforme électorale de 2021. Elle est représentée dans la XIe législature par Fatima Tamni, Chafika Lachraf, Kelthoum Naim, Najoua Koukouss, Soumia Kadiri, Hind Bennani, Loubna Sghiri, Nabila Mounib, Fatima Khair, Salma Benaziz, Omaima Zahir et Atika Jabrou.

## Historique des élections

### Élections de 2021
| Parti         | Parti                                                       | Voix      | %      | Députée(s) élus |  |
| ------------- | ----------------------------------------------------------- | --------- | ------ | --------------- |  |
|               | Rassemblement national des indépendants (RNI)               | 317 500   | 27,20  | Fatima Khair    |  |
| Salma Benaziz | Rassemblement national des indépendants (RNI)               | 317 500   | 27,20  |                 |  |
|               | Parti de l'Istiqlal (PI)                                    | 221 072   | 18,94  | Soumia Kadiri   |  |
|               | Parti authenticité et modernité (PAM)                       | 183 202   | 15,69  | Najoua Koukouss |  |
|               | Union socialiste des forces populaires (USFP)               | 113 501   | 9,72   | Atika Jabrou    |  |
|               | Union constitutionnelle (UC)                                | 80 212    | 6,87   | Omaima Zahir    |  |
|               | Parti du progrès et du socialisme (PPS)                     | 57 361    | 4,91   | Loubna Sghiri   |  |
|               | Parti de la justice et du développement (PJD)               | 51 391    | 4,40   | Hind Bennani    |  |
|               | Mouvement populaire (MP)                                    | 46 783    | 4,01   | Kelthoum Naim   |  |
|               | Front des forces démocratiques (FFD)                        | 16 552    | 1,42   | Chafika Lachraf |  |
|               | Alliance de la fédération de gauche (AGD)                   | 15 542    | 1,33   | Fatima Tamni    |  |
|               | Parti socialiste unifié (PSU)                               | 12 125    | 1,04   | Nabila Mounib   |  |
|               | Mouvement démocratique et social (MDS)                      | 10 751    | 0,92   |                 |  |
|               | Parti des Néo-Démocrates (PND)                              | 7 687     | 0,66   |                 |  |
|               | Parti de l'environnement et du développement durable (PEDD) | 3 959     | 0,34   |                 |  |
|               | Parti marocain libéral (PML)                                | 3 924     | 0,34   |                 |  |
|               | Parti de la liberté et de la justice sociale (PLJS)         | 3 463     | 0,30   |                 |  |
|               | Parti de l'équité (PRE)                                     | 3 222     | 0,28   |                 |  |
|               | Parti du centre social (PCS)                                | 2 589     | 0,22   |                 |  |
|               | Parti de l'Espoir (PE)                                      | 2 539     | 0,22   |                 |  |
|               | Parti de la renaissance et de la vertu (PRV)                | 2 410     | 0,21   |                 |  |
|               | Parti de l'unité et de la démocratie (PUD)                  | 2 213     | 0,19   |                 |  |
|               | Union marocaine pour la démocratie (UMD)                    | 2 162     | 0,19   |                 |  |
|               | Parti démocratique de l'indépendance (PDI)                  | 2 122     | 0,18   |                 |  |
|               | Parti travailliste (PT)                                     | 1 792     | 0,15   |                 |  |
|               | Parti vert marocain (PVM)                                   | 1 537     | 0,13   |                 |  |
|               | Parti de la renaissance (PAN)                               | 717       | 0,06   |                 |  |
|               | Parti de la réforme et du développement (PRD)               | 704       | 0,06   |                 |  |
|               | Parti de la société démocratique (PSD)                      | 400       | 0,03   |                 |  |
|               |                                                             |           |        |                 |  |
| Inscrits      | Inscrits                                                    | 2 765 116 | 100,00 |                 |  |
| Abstentions   | Abstentions                                                 | 1 597 684 | 57,78  |                 |  |
| Exprimés      | Exprimés                                                    | 1 167 432 | 42,22  |                 |  |